# Exochus tenius
Exochus tenius là một loài tò vò trong họ Ichneumonidae.